# Добрынь (Житомирская область)
Добры́нь (укр. Добринь) — село на Украине, находится в Иршанской поселковой общине Житомирской области.
Население по переписи 2001 года составляет 420 человек. Почтовый индекс — 12112. Телефонный код — 4145. Занимает площадь 13,19 км².